# Karen Jamieson
Karen Jamieson, née le 10 juillet 1946, est une danseuse, chorégraphe et professeure de danse canadienne. 

## Biographie
Elle est née en juillet 1946, à Vancouver, en Colombie-Britannique.. Elle effectue des études en anthropologie et en philosophie, puis, à partir de 1969, se forme à la danse à l’université de cette ville,. Au début des années 1970, elle s'installe à New York. Elle approfondit sa formation de danse et se produit notamment avec Merce Cunningham, Martha Graham, Alwin Nikolais. 
De retour à Vancouver en 1974, elle enseigne à l'Université Simon Fraser. En 1975, elle cofonde le collectif de mouvement expérimental Terminal City Dance, où sa réputation de chorégraphe et de danseuse ne cesse de croître. En 1983, elle fonde sa propre compagnie, la Karen Jamieson Dance Company. Depuis, Karen Jamieson s'est beaucoup consacrée à l'exploration de la danse comme pensée mythique et à la création d'un dialogue interculturel avec des artistes des Premières Nations,
,.
Jamieson travaille notamment  avec les résidents du quartier Downtown Eastside à partir de 2006, établissant un programme de mentorat pour les jeunes danseurs et chorégraphes.
En 2016, elle est récompensée par le prix Isadora, « pour sa contribution au développement global de la danse en Colombie-Britannique et au Canada ».

## Prix et distinctions
- 1980 Prix chorégraphique Chalmers Awards[6].
- Le prix Isadora 2016 pour l'excellence en danse[5],[7].
- 2018 Intronisation à l'Encore ! Dance Hall of Fame[8].